# Edward Stanley, 15:e earl av Derby
Edward Henry Stanley, 1851-1869 Lord Stanley, därefter 15:e earl av Derby, född 21 juni 1826, död 21 april 1893, var en brittisk politiker. Han var son till Edward Smith-Stanley, 14:e earl av Derby och äldre bror till Frederick Stanley, 16:e earl av Derby.
Stanley kom efter studier i Rugby och Cambridge 1848 in i underhuset, varifrån han vid faderns död 1869 inträdde i överhuset. Han tillhörde de konservativa protektionisterna. År 1852 var han utrikesundersekreterare i sin faders ministär, och avböjde 1855 att ingå som kolonialminister i lord Palmertons moderata whigregering, men mottog denna post i faderns andra ministär 1858, för att därefter bli minister för Indien (den siste med titeln President of the Board of control och den förste som Secretary of State for India). På denna post kom Derby att spela den ledande rollen vid Indiens övergång från Ostindiska kompaniet till brittiska kronans styre. 
I faderns tredje ministär blev Derby utrikesminister och visade sig nu som alltid vara en varm anhängare av en fredlig utrikespolitik. Samma post och samma inställning intog Derby i Benjamin Disraelis andra ministär. Då Disraeli förde en enligt Derby alltför vågsam politik, lämnade han i mars 1878 sin post i regeringen. Denne konflikt med de konservativa i utrikespolitiska frågor ledde Derby över till det liberala partiet, vars program han i många frågor länge stått nära. 1882-85 var han kolonialminister i William Ewart Gladstones andra ministär. Då Gladstone blev anhängare av irländsk självstyrelse, anslöt sig Derby till de liberala unionisterna och fungerade som deras ledare i överhuset 1886-91.
Derby gifte sig 1870 med lady Mary Catherine Sackville-West (1824-1900), dotter till George John Sackville-West, 5:e earl De la Warre och änka efter James Gascoyne-Cecil, 2:e markis av Salisbury (1791-1868). Hon var i sitt första äktenskap styvmor till den senare premiärministern Robert Gascoyne-Cecil, 3:e markis av Salisbury.